# Plano Inclinado do Outeiro da Glória
O Plano Inclinado do Outeiro da Glória é um funicular que liga o bairro da Glória à Igreja de Nossa Senhora da Glória do Outeiro. Inaugurado em 1944 e reformado em 2003, conta com duas estações (Russel e Outeiro da Glória).
A estação para subir fica na Rua do Russel, a 250 metros da estação Estação Glória do Metrô. O plano inclinado funciona de terça a sábado, das 7h às 19h, e aos domingos, das 7h às 13h. Não há cobrança de passagem.

## Histórico
Em 21/06/1966, um acidente causado pelo rompimento de cabos fez com que o veículo caísse de uma altura de 30 metros, ferindo 5 estudantes do Colégio Pedro II. O transporte teria sido recuperado em 1968, mas o reparo não fora concluído devido a falta de verbas. Em 23/12/1969, foi reinaugurado após ficar três anos parado.